# Richard Gasquet
Richard Gasquet, född 18 juni 1986 i Béziers, är en fransk högerhänt professionell tennisspelare.

## Tenniskarriär
I sin debut i Monte Carlos Masters-tävling 2002 blev han den yngste spelare någonsin (15 år, 10 månader) i Tennis Masters-sammanhang. När han dessutom vann första omgången mot Franco Squillari blev han den yngste att vinna en match på ATP-nivå sedan 1988. Vid denna tid rankades han som världens bästa junior.
I turneringen i Metz 2004 avancerade fransmannen till sin första ATP-final. Dock förlorade han mot landsmannen Jerome Haehnél. Året innan blev han den yngste någonsin att placera sig på topp-100. Han har vunnit 20 906 304 US dollar till maj 2024.

## Spelaren och personen
Det stod tidigt klart att Gasquet skulle bli tennisspelare. Som 9-åring prydde han omslaget på en stor tennistidning i Frankrike. Han betraktades som en stor talang i unga år och tränades av sin far.
I mars 2009 testades Gasquet positiv för kokain under Sony Ericsson Open i Miami. Därmed har ATP stängt av honom i två år. Denna avstängning kortades dock ner till två månader och femton dagar efter Gasquet lyckats övertyga en oberoende antidoping-tribunal om att han intagit kokainet av misstag - genom att kyssa en okänd kvinna på en nattklubb. 

## ATP-titlar
- Singel
  - 2007 - Bombay
  - 2006 - Nottingham, Gstaad, Lyon
  - 2005 - Nottingham
- Dubbel
  - 2008 - Sydney (med Jo-Wilfried Tsonga)
  - 2006 - Metz (med Fabrice Santoro)